# Cladura autumna
Cladura autumna là một loài ruồi trong họ Limoniidae. Chúng phân bố ở miền Cổ bắc.